# Willem Harmsma
Willem Harmsma (Hasselt, 30 september 1913 – Amsterdam, 11 november 1966) was een Nederlands burgemeester.

## Familie
Harmsma was een zoon van Oebele Harmsma en Jannetje Swaan. Zijn vader was geboren in Hemrik, werd leraar in Dokkum en later hoofd van de school in Hasselt. In 1938 trouwde Harmsma met Greta Cornelia Otten (1909-1984).

## Loopbaan
Harmsma bezocht de HBS en werkte vervolgens als volontair bij de gemeente Hasselt en als ambtenaar bij de secretarie van de gemeenten Borger (1933-1935) en Vriezenveen (1935-1937). Van 1937 tot 1947 was hij adjunct-directeur van de Verenigde Uitgeverijen Gemeente Administratie in Voorburg.
Tijdens de Tweede Wereldoorlog was Harmsma actief in het verzet. Hij werd na de bevrijding lid van de nood-gemeenteraad van Voorburg en vervolgens wethouder van financiën en locoburgemeester. Per 1 december 1947 werd hij benoemd tot burgemeester van Opsterland, waar zijn grootouders woonden. Hij was daarnaast lid van de Provinciale Staten van Friesland en voorzitter van de PvdA-fractie.
Per 16 april 1966 werd Harmsma benoemd tot burgemeester van Leeuwarden. Zeven maanden later reed hij met de auto terug van een vergadering in Den Haag, tijdens een koffiestop in Amsterdam kreeg hij een hartaanval en overleed. Hij werd begraven in zijn woonplaats Olterterp.
- International Standard Name Identifier: 0000 0003 8932 0467
- Nederlandse Thesaurus van Auteursnamen: 24144649X
- Virtual International Authority File: 282737095
- WorldCat: E39PBJpPFR8GxgGr96KFbJBtrq